# Kenny Verhoene
Kenny Verhoene (* 15. April 1973 in Gent) ist ein ehemaliger belgischer Fußballspieler und heutiger -trainer sowie -funktionär.

## Karriere

### Als Spieler
Verhoene absolvierte als Spieler unter anderem mindestens 87 Spiele in der ersten belgischen Liga, in denen ihm mindestens zwölf Tore gelangen. Darüber hinaus stand der Innenverteidiger mindestens jeweils einmal im belgischen Pokal sowie im UI-Cup auf dem Feld. Im Jahr 2006 beendete er mit 33 Jahren seine aktive Karriere bei der KSV Oudenaarde.

### Als Trainer und Funktionär
Ab 2009 sammelte Verhoene erste Erfahrungen als Trainer von Amateurmannschaften. Er war bis Juni 2015 in seiner Heimat für den KFC Sporting Sint-Gillis-Waas sowie in den Niederlanden beim HSV Hoek und bei der VV Zaamslag aktiv. 
Im Anschluss fand er eine Anstellung in Deutschland beim FC Carl Zeiss Jena. Hier trainierte der Belgier ein Jahr lang verschiedene Jugendmannschaften des Vereins, bis er im Sommer 2016 zum Sportdirektor ernannt wurde. Zusätzlich übernahm er die Oberligamannschaft Jenas für die Hinrunde der Saison 2018/19. Ab Januar 2019 verantwortete Verhoene dann die A-Jugend des Vereins, die in der Regionalliga antrat.
Ende Februar 2020 übernahm er zusätzlich zu dieser Tätigkeit den Posten des Cheftrainers der abstiegsbedrohten Drittligamannschaft, da er im Gegensatz zu Interimstrainer René Klingbeil über die nötige Fußballlehrerlizenz verfügt. Klingbeil wurde hingegen zum Teamchef ernannt. Am 6. Mai 2020 wurde der Belgier seines Amtes als Trainer der A-Jugend des Vereins enthoben; ihm wurden unter anderem „Terror, Diktatur und Unterdrückung“ vorgeworfen. Im Amt des Sportdirektors folgte auf ihn einen Tag später Tobias Werner. Nach dem 32. Spieltag stand der sportliche Abstieg Jenas fest, wenig später gab der Verein Dirk Kunert als Nachfolger des Belgiers für die kommende Regionalligasaison bekannt.
Am 24. April 2023 gab der Verein FSV Union Fürstenwalde die vorzeitige Beendigung des Trainervertrages mit Verhoene zum Ende der aktuellen Saison 22/23 bekannt. Der Vertrag lief ursprünglich bis 2024. Hintergrund sind offensichtlich wirtschaftliche Probleme des Vereins.